# Усть-Кіран
Усть-Кіран (рос. Усть-Киран) — село Кяхтинського району, Бурятії Росії. Входить до складу Усть-Кіранського сільського поселення.
Населення —  1100 осіб (2010 рік). 